# Epitoxus zambicus
Epitoxus zambicus är en skalbaggsart som beskrevs av Miłosz A. Mazur 1972. Epitoxus zambicus ingår i släktet Epitoxus och familjen stumpbaggar. Inga underarter finns listade i Catalogue of Life.